# Sottevast
Ne doit pas être confondu avec Sotteville.
Sottevast [sɔtva] est une commune française, située dans le département de la Manche en région Normandie, peuplée de 1 455 habitants.

## Géographie

### Localisation
Sottevast est situé dans le nord du département de la Manche à 13,3 kilomètres (à vol d'oiseau) au sud de Cherbourg-en-Cotentin.
Les communes limitrophes sont Bricquebec-en-Cotentin, Brix, Négreville, Rauville-la-Bigot et Rocheville.

### Hydrographie
La commune est située dans le bassin Seine-Normandie. Elle est drainée par la Douve, la rivière de Claire, la rivière de Rade, le ruisseau Caudiere, le cours d'eau 01 de la Croix Pinchon, le cours d'eau 01 du Village de Rade, la Douve, le fossé 08 des Feux et un autre petit cours d'eau,.
La Douve, d'une longueur de 79 km, prend sa source dans la commune de Tollevast et se jette dans la baie de Seine à Carentan-les-Marais, après avoir traversé 28 communes. Son débit moyen mensuel est de 1,29 m3/s. Le débit moyen journalier maximum est de 19,4 m3/s, atteint lors de la crue du 2 janvier 2024. Le débit instantané maximal est quant à lui de 34,1 m3/s, atteint le 11 décembre 2017.

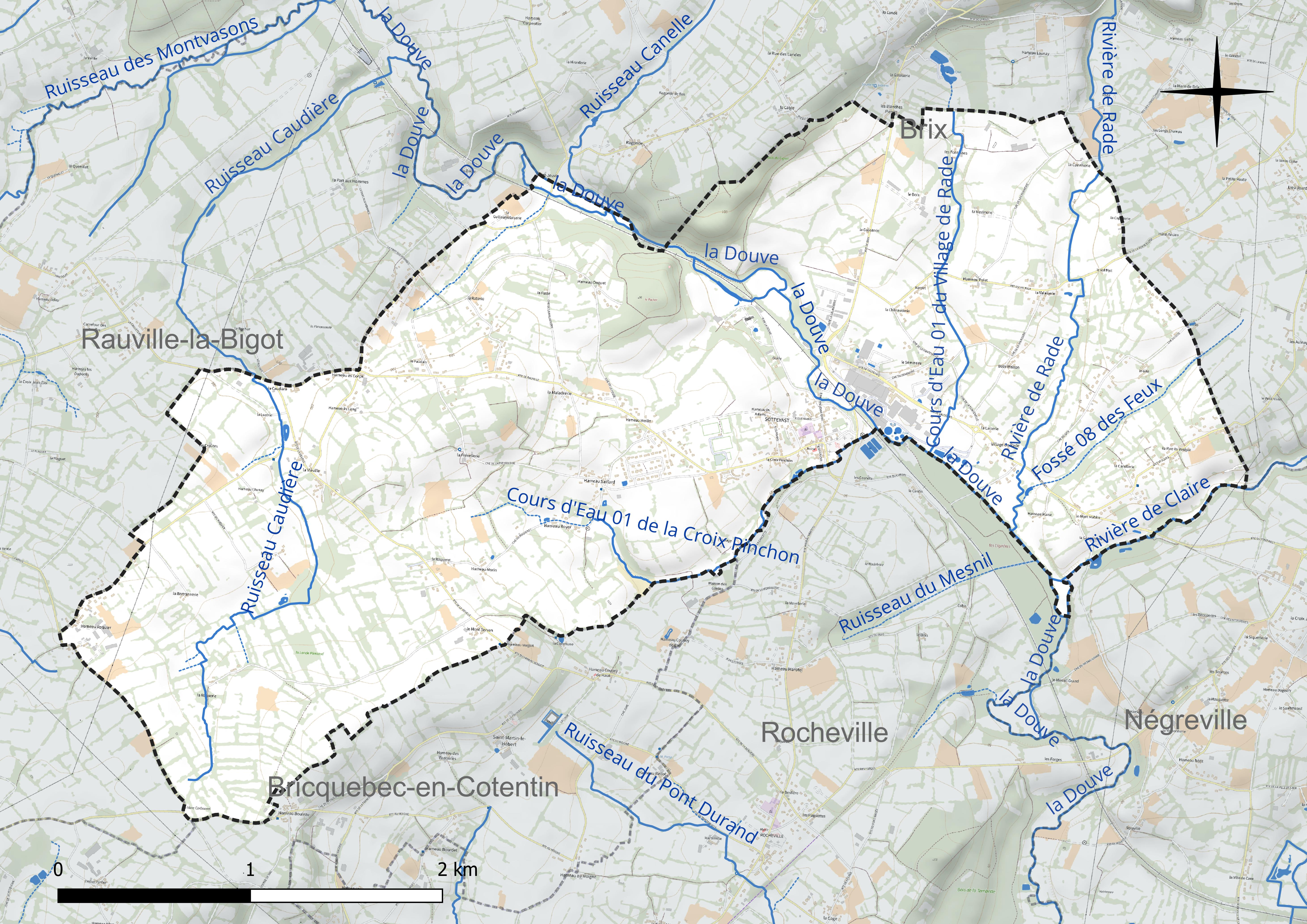
Réseau hydrographique de Sottevast.

### Climat
Pour des articles plus généraux, voir Climat de la Normandie et Climat de la Manche.
En 2010, le climat de la commune est de type climat océanique franc, selon une étude du CNRS s'appuyant sur une série de données couvrant la période 1971-2000. En 2020, Météo-France publie une typologie des climats de la France métropolitaine dans laquelle la commune est exposée à un climat océanique et est dans la région climatique  Normandie (Cotentin, Orne), caractérisée par une pluviométrie relativement élevée (850 mm/a) et un été frais (15,5 °C) et venté. Parallèlement le GIEC normand, un groupe régional d’experts sur le climat, différencie quant à lui, dans une étude de 2020, trois grands types de climats pour la région Normandie, nuancés à une échelle plus fine par les facteurs géographiques locaux. La commune est, selon ce zonage, exposée à un « climat maritime », correspondant au Cotentin et à l'ouest du département de la Manche, frais, humide et pluvieux, où les contrastes pluviométrique et thermique sont parfois très prononcés en quelques kilomètres quand le relief est marqué.
Pour la période 1971-2000, la température annuelle moyenne est de 10,8 °C, avec une amplitude thermique annuelle de 11,2 °C. Le cumul annuel moyen de précipitations est de 1 007 mm, avec 14,9 jours de précipitations en janvier et 7,7 jours en juillet. Pour la période 1991-2020, la température moyenne annuelle observée sur la station météorologique la plus proche, située sur la commune de Cherbourg-en-Cotentin à 13 km à vol d'oiseau, est de 12,1 °C et le cumul annuel moyen de précipitations est de 963,9 mm,. Pour l'avenir, les paramètres climatiques de la commune estimés pour 2050 selon différents scénarios d’émission de gaz à effet de serre sont consultables sur un site dédié publié par Météo-France en novembre 2022.

## Urbanisme

### Typologie
Au 1er janvier 2024, Sottevast est catégorisée commune rurale à habitat dispersé, selon la nouvelle grille communale de densité à sept niveaux définie par l'Insee en 2022.
Elle est située hors unité urbaine.
Par ailleurs la commune fait partie de l'aire d'attraction de Cherbourg-en-Cotentin, dont elle est une commune de la couronne,. Cette aire, qui regroupe 77 communes, est catégorisée dans les aires de 50 000 à moins de 200 000 habitants,.

### Occupation des sols
L'occupation des sols de la commune, telle qu'elle ressort de la base de données européenne d’occupation biophysique des sols Corine Land Cover (CLC), est marquée par l'importance des territoires agricoles (88,9 % en 2018), en diminution par rapport à 1990 (92,8 %).
La répartition détaillée en 2018 est la suivante : prairies (66,8 %), terres arables (13,9 %), zones agricoles hétérogènes (8,2 %), zones urbanisées (8,1 %), forêts (2,9 %).

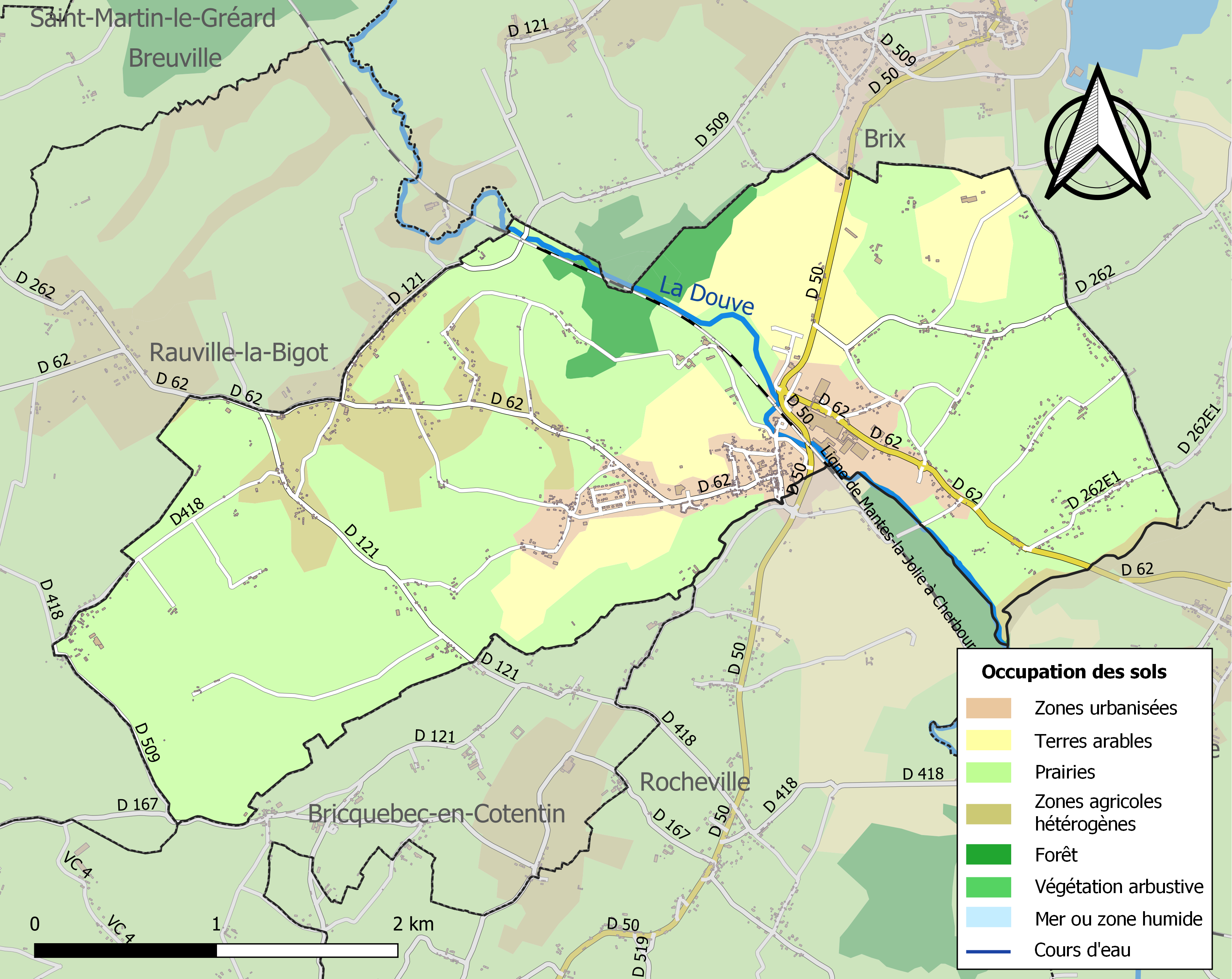
Carte des infrastructures et de l'occupation des sols de la commune en 2018 (CLC).

L'évolution de l’occupation des sols de la commune et de ses infrastructures peut être observée sur les différentes représentations cartographiques du territoire : la carte de Cassini (XVIIIe siècle), la carte d'état-major (1820-1866) et les cartes ou photos aériennes de l'IGN pour la période actuelle (1950 à aujourd'hui).

## Toponymie
Le nom de la localité est attesté sous les formes Sotenvast (lire Sotewast) en 996 et 1008, Sotewast vers 1060, Sotevast vers 1135, Sotewast au XIIe siècle, Sottewast / Sottevast fin XIIe siècle, un Odo de Sotewasto [Eude / Odon de Sotewast] est mentionné en 1204.
Le premier élément Sotte- représente l'anthroponyme norrois Sóti ou vieux danois Soti/Sote, relativement fréquent en Normandie, puisqu'on le rencontre dans plusieurs Sotteville,,.
L'élément -vast en composition et en postposition est caractéristique du Cotentin (ex. : Martinvast, Chiffrevast, Tollevast et Barnavast), bien qu'il ne soit pas totalement absent ailleurs cf. le Véraval (ou le Ver-à-Val) à Autretot (Seine-Maritime, Warelwast en 1024). Vast (anciennement wast, [w] ayant évolué en [v] au XIIe siècle en normand septentrional) est une forme septentrionale équivalente au français gast (que l'on retrouve dans la partie méridionale de la Manche dans Saint-Denis-le-Gast) et qui signifie « terre inculte, terre gâtée » de même origine que le verbe français gâter (anciennement gaster). Il remonte au gallo-roman WASTU, terme issu du croisement entre le bas latin vastu « terre dévastée » et le germanique *wôsti « désert » (allemand Wüste « désert »).
À noter que le graphe W-/w se maintient dans la toponymie normande en général jusqu'au XIIIe siècle compris, mais sa prononciation a évolué de [w] à [v] dès le XIIe siècle, alors qu'en Picardie occidentale, par exemple, elle se maintient jusqu'à aujourd'hui.

## Histoire

### Moyen Âge
Dans la première moitié du XIIe siècle, la paroisse relevait de l'honneur de Néhou, et au début du XIIIe siècle, comme relaté dans les Scripta de feodis, elle avait basculé dans l'honneur de Bricquebec.
Sous l'Ancien Régime, la paroisse relevait de l'intendance de Caen, de l'élection de Valognes, et de la sergenterie de Tollevast. On n'a du point de vue laïc que des renseignements peu précis, en tout cas très restreints sur les diverses familles qui se sont succédé à Sottevast, et sur le rôle qu'elles y ont joué. L'histoire nous conserve le souvenir d'un certain Eudes de Sottevast, seigneur du lieu, qui à la fin du XIIe siècle, se fit remarquer par un duel qui eut, malheureusement pour lui, des suites fâcheuses.
On dit, que, suivant la mode du temps, il se battit en duel contre Guillaume de Briqueville, pour dix acres de terre situés à Tourville. Il fut vaincu, et selon la solution de conflits semblables, la terre devint la propriété de Guillaume de Bricqueville. Mais plus tard, la sœur de ce dernier, Anne de Bricqueville, qui avait épousé Guillaume de Costentin, par scrupule sans doute, et après avoir obtenu le consentement de son fils, fit don à l'abbaye de La Lucerne de ces dix acres de terre Decem acras terrae quas Willelmus de Bricqueville, de Eudes de Sottevast per auellium conquisiverat. L'évêque de Coutances, Guillaume de Tournebu, confirma cette donation.
Le baron de Bricquebec, suivant les traces du seigneur de Sottevast, avait fait un don à l'abbaye de Lessay, cette abbaye avait reçu de Raoul de Sottevast l'église même de cette localité Ex dono Radulphi de Sottevast. En 1186, le pape Urbain III ratifia cette donation et celle du seigneur de Bricquebec. Voici d'après ce livre noir, quelle était la distribution des revenus de l'église. L'abbé de Lessay avait deux parts de la dîme et le curé la troisième. D'après le livre blanc les dîmes se divisaient en trois parts, l'une appartenait à l'abbé de Lessay, la seconde au prieur de Vauville, et la troisième au curé. Quant à la dîme des novales, le chapitre de Coutances, et l'abbé de Cerisy intervenaient pour chacun une part.
Un Guillaume de Sottevast figurait au nombre des chevaliers qui comparurent à la revue de la garnison de Cherbourg le 1er mai 1421.

### Temps modernes
En 1523, c'est Guillaume de Couvert, écuyer, qui est seigneur de Sottevast et d'Auderville.
En 1567, les héritiers de Jacques de Couvert, sieur de Sottevast, de Sainte-Suzanne et du fief Vyel, sont taxés pour ses fiefs de 38 livres et 16 solz dans le rôle des nobles et roturiers, au titre du ban et de l'arrière ban de la vicomté de Coutances, réalisé par Gilles Dancel, seigneur d'Audouville, lieutenant général du bailli de Cotentin, tenu à Coutances les 20-22 octobre. Le fief de Sottevast, demi-fief de haubert tenu du roi sous la baronnie d'Orglandes, avait une extension à Breuville. Le fief de Sainte-Suzanne à Sottevast, était un fief noble, et, celui du Vyel, qui valait un huitième de fief de haubert, était tenu du roi sous la baronnie d'Orglandes.
Pendant les guerres de Religion, Sottevast avait comme châtelaine une dame de Couvert, qui, protestante fanatique, préféra brûler sur le pont Saint-Simon les titres mêmes de sa maison que de les laisser entre les mains de son fils qui s'était converti au catholicisme. C'était probablement une des descendantes de cette châtelaine, que Henri de Chivré, écuyer, épousa en l'année 1660. Cette famille de Chivré habitait d'ailleurs depuis longtemps la contrée, et y avait acquis une certaine influence qui ne fit que grandir et s'affirma surtout pendant le XVIIIe siècle où figure un Henri de Chivré, chevalier. Les de Chivré avaient un château qui subsiste encore, et est en la possession de la famille.
Sottevast offre plus d'intérêt encore au point de vue religieux. Son église est sous le vocable de Saint-Hermeland ou Saint-Herbland et dépendait de l'archidiaconé du Cotentin et du doyenné des Pieux.

### Époque contemporaine
Si Sottevast est maintenant le point de jonction de la voie ferrée qui, d'une part, se dirige sur Cherbourg, et se rend d'autre part, à Coutances, il possédait autrefois une voie romaine qui venait de Coriallum, et aboutissait à Cosedia. Cette voie traversait l'Ouve à Sottevast, et il existait dans la rivière même, un gué pavé, très solidement établi. En 1819, on découvrit dans un champ appelé l'ancien hameau, une collection de monnaies romaines en argent, renfermées dans un vase en bronze. Ces médailles allaient de Commode à Postume.

## Politique et administration

### Découpage territorial
Sottevast appartient au canton de Bricquebec-en-Cotentin et à l'arrondissement de Cherbourg.

### Liste des maires
| Période                                  | Période      | Identité                                 | Étiquette | Qualité                         |
| ---------------------------------------- | ------------ | ---------------------------------------- | --------- | ------------------------------- |
| 1792                                     | 1795         | Théodore Lerouvillois                    |           |                                 |
| 1795                                     | 1796         | Guillaume Pierre Pesnelle                |           |                                 |
| 1796                                     | 1798         | François Victor Morin                    |           | Médecin                         |
| 1798                                     | 1800         | Jean Thomas Anquetil                     |           |                                 |
| 1800                                     | 1815         | François Victor Morin                    |           | Médecin                         |
| 1816                                     | 1825         | Camille Louis de Chivré                  |           | Propriétaire                    |
| 1825                                     | 1843         | Alexandre Blaise Dorléans                |           | Cultivateur                     |
| 1843                                     | 1847         | Pierre François Anquetil                 |           |                                 |
| 1847                                     | 1854         | Jean Maurice Alexandre Mabire            |           |                                 |
| 1854                                     | 1873         | Louis Marie de Chivré                    |           | Propriétaire                    |
| 1874                                     | 1879         | Jean-Baptiste Letellier                  |           |                                 |
| 1879                                     | 1883         | Aldonse Armand Marie de Chivré           |           | Propriétaire                    |
| 1884                                     | 1892         | Joseph Laurent Bazile Lebarbenchon       |           |                                 |
| 1892                                     | 1900         | Pierre Louis Bienaimé Jacqueline         |           |                                 |
| 1900                                     | 1919         | Joseph Alphonse Lelong                   |           |                                 |
| 1919                                     | 1925         | Maurice Pierre Lebon                     |           |                                 |
| 1925                                     | 1938         | Henri Jules Marie Lasnier de Loizellerie |           | Propriétaire                    |
| 1938                                     | 1944         | Louis Desprez                            |           |                                 |
| 1944                                     | 1945         | Gustave Delacotte                        |           |                                 |
| 1945                                     | 1968         | Robert Lasnier de Loizellerie            |           | Propriétaire                    |
| 1968                                     | 1995         | Auguste Pasquier                         |           |                                 |
| 1995                                     | mars 2014    | Françoise Bougis                         |           | Assistante en logistique        |
| mars 2014                                | juillet 2020 | Guy Castel                               | SE        | Ingénieur retraité              |
| juillet 2020                             | En cours     | Jean-Pierre Tollemer                     | DVG       | Éducateur technicien spécialisé |
| Les données manquantes sont à compléter. |              |                                          |           |                                 |

Le conseil municipal est composé de quinze membres dont le maire et quatre adjoints.

## Population et société
Les habitants de la commune sont appelés les Sottevastais.

### Démographie
L'évolution du nombre d'habitants est connue à travers les recensements de la population effectués dans la commune depuis 1793. Pour les communes de moins de 10 000 habitants, une enquête de recensement portant sur toute la population est réalisée tous les cinq ans, les populations de référence des années intermédiaires étant quant à elles estimées par interpolation ou extrapolation. Pour la commune, le premier recensement exhaustif entrant dans le cadre du nouveau dispositif a été réalisé en 2008.
En 2022, la commune comptait 1 455 habitants, en évolution de +7,62 % par rapport à 2016 (Manche : −0,31 %, France hors Mayotte : +2,11 %).
Sottevast a compté jusqu'à 1 430 habitants en 1821.
| 1793  | 1800  | 1806  | 1821  | 1831  | 1836  | 1841  | 1846  | 1851  |
| ----- | ----- | ----- | ----- | ----- | ----- | ----- | ----- | ----- |
| 1 176 | 1 215 | 1 318 | 1 430 | 1 104 | 1 154 | 1 133 | 1 119 | 1 072 |

| 1856  | 1861 | 1866 | 1872 | 1876 | 1881 | 1886 | 1891 | 1896 |
| ----- | ---- | ---- | ---- | ---- | ---- | ---- | ---- | ---- |
| 1 001 | 922  | 909  | 894  | 896  | 941  | 868  | 821  | 771  |

| 1901 | 1906 | 1911 | 1921 | 1926 | 1931 | 1936 | 1946 | 1954 |
| ---- | ---- | ---- | ---- | ---- | ---- | ---- | ---- | ---- |
| 760  | 795  | 772  | 809  | 806  | 808  | 793  | 787  | 781  |

| 1962 | 1968 | 1975 | 1982 | 1990  | 1999  | 2006  | 2008  | 2013  |
| ---- | ---- | ---- | ---- | ----- | ----- | ----- | ----- | ----- |
| 818  | 725  | 729  | 919  | 1 146 | 1 196 | 1 312 | 1 345 | 1 333 |

| 2018  | 2022  | - | - | - | - | - | - | - |
| ----- | ----- | - | - | - | - | - | - | - |
| 1 418 | 1 455 | - | - | - | - | - | - | - |

### Sports et loisirs
Le Football Club Sottevast-Saint-Joseph fait évoluer deux équipes de football en divisions de district.

## Économie
- Les Maîtres Laitiers du Cotentin[43].

## Culture locale et patrimoine

### Lieux et monuments

#### Patrimoine religieux

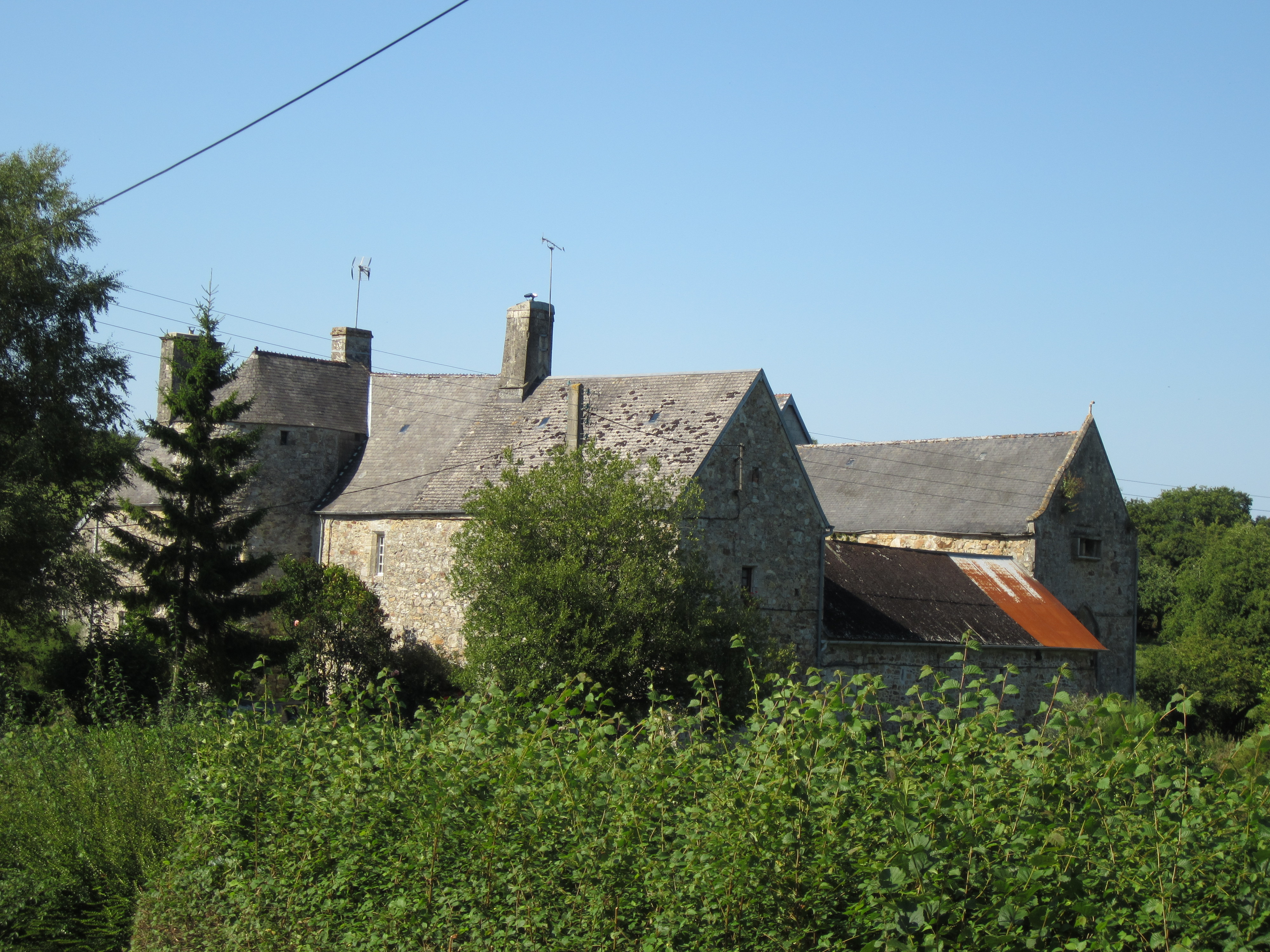
L'ancienne abbaye et sa chapelle Sainte-Suzanne.

- Église Saint-Hermeland des XIIe, XVIIIe – XXe siècles avec tour-porche en façade. Ses lambris de revêtement du XVIIIe, sa chaire à prêcher du XVIIIe et les motifs de sculptures qui en font l'ornementation ainsi que plusieurs objets liturgiques : croix de procession du XVIIIe, croix reliquaire de la vraie croix du XVIIe, croix d'autel du XVIIIe, ostensoir du XVIIIe, ciboire, calice et sa patène du XVIIIe, chandeliers, encensoir et sa navette du XVIIIe, burettes en argent massif ciselé, sont classés au titre objet aux monuments historiques[44]. L'édifice abrite également un autel du XXe de Paul Bony, les statues de saint Martin et saint Vaast rebaptisée saint Hermeland du XVIIIe, une verrière du XXe de C. Sagot[45].

Le patronage de l'église en 1665 était devenu laïque, le seigneur le possédait.
- Chapelle Sainte-Suzanne de l'Abbaye, d'un ancien monastère dépendant de l'abbaye de Lessay, du XVe siècle, inscrite au titre des monuments historiques par arrêté du 30 juillet 1973[46].

Il se dit que cette chapelle devait sa fondation à saint Hermeland lui-même.
- Vestiges d'un séminaire. C'est peut-être le cachet religieux que ces diverses fondations avaient donné à cette paroisse, ou des anciens droits du chapitre de la cathédrale de Coutances, qui portèrent un des évêques de Coutances, monseigneur Dupont à établir en 1819 à Sottevast un petit séminaire sous la direction de l'abbé Le Barbenchon, pour la formation des jeunes clercs. Cet établissement a subsisté pendant un certain nombre d'années, il n'en reste que quelques vestiges.
- Croix de chemin dite Croix Pinchon, du XVIIe siècle.
- Croix de cimetière Saint-Jacques du XVIe siècle.
- If funéraire du cimetière.

#### Patrimoine civil
- Château de Sottevast, du XVIIe siècle. Il arbore une grande façade classique avec un pavillon central en légère saillie et un fronton en arrondi assez rare. Il a remplacé une série d'édifices bâtis à cet emplacement depuis le Moyen Âge[47].
- Ferme-manoir des Fontaines du XVIIe siècle.
- Ferme du Prieuré des XVIe – XIXe siècles.

### Héraldique
| Blason de Sottevast | Blason  | Parti : au premier d'argent au soleil non figuré de gueules à huit rayons droits ; au second mi-parti d'argent aux deux bandes de gueules accompagnées de sept coquilles de même, 1, 3 et 3. |
| Blason de Sottevast | Détails | Adopté par délibération municipale du 21 février 2005. |